# Dorcadion kastekus
Dorcadion kastekus är en skalbaggsart som beskrevs av Aleksandr Sergeievich Danilevsky 1996. Dorcadion kastekus ingår i släktet Dorcadion och familjen långhorningar.
Artens utbredningsområde är Kazakstan. Inga underarter finns listade i Catalogue of Life.